# Statek śmierci
Statek śmierci. Historia amerykańskiego marynarza (niem.: Das Totenschiff. Die Geschichte eines amerikanischen Seemanns) − powieść niemieckojęzycznego pisarza B. Travena, po raz pierwszy wydana w 1926, na język polski przetłumaczona najpierw w 1933 pt. Okręt śmierci, a w 1958 przełożona ponownie pt. Statek śmierci. Powieść opowiada o losach amerykańskiego marynarza Gale'a, który na skutek utraty dokumentów musi błąkać się po Europie, deportowany z krajów, w których usiłuje znaleźć schronienie, wreszcie jest zmuszony zamustrować się na „statek śmierci”, gdzie w skrajnie trudnych warunkach pracuje jako pomocnik palacza. Książka jest wyrazem anarchistycznych poglądów autora, protestującego przeciwko „kapitalistycznemu wyzyskowi”, jest też jednym z pierwszych dzieł poruszających problem bezpaństwowości.
Statek śmierci był pierwszą powieścią B. Travena, która odniosła sukces wydawniczy; w Niemczech i innych krajach do dzisiaj pozostaje ona, obok Skarbu Sierra Madre, jego najbardziej znanym dziełem. W Polsce powieść spotkała się z zainteresowaniem w okresie międzywojennym; obecnie Statek śmierci, podobnie jak pozostałe powieści i opowiadania Travena, jest książką praktycznie zapomnianą.

## Wydanie powieści
Statek śmierci po raz pierwszy ukazał się w języku niemieckim nakładem lewicującego, powiązanego ze związkami zawodowymi, klubu książki Büchergilde Gutenberg w Berlinie w 1926. Była to pierwsza powieść B. Travena wydana w formie książkowej i druga w kolejności opublikowania − rok wcześniej, w 1925, niemiecki dziennik „Vorwärts” drukował w odcinkach powieść Zbieracze bawełny (niem. Die Baumwollpflücker), która ukazała się w formie książkowej w tym samym roku co Statek śmierci pt. Der Wobbly (później powrócono do oryginalnego tytułu Zbieracze bawełny). Postać B. Travena była zagadką zarówno dla jego czytelników, krytyków jak i samych wydawców − pisarz konsekwentnie odmawiał podawania wszelkich informacji na temat swojej biografii. Wiadomo tylko, że manuskrypt powieści Statek śmierci, jak i wszystkich innych swoich dzieł, przysłał do publikacji z Meksyku, skąd prowadził też całą korespondencję z wydawcami. Książka okazała się wielkim sukcesem na niemieckim rynku wydawniczym, przetłumaczono ją też na wiele języków.
W 1934 nakładem nowojorskiego wydawnictwa Alfred A. Knopf ukazała się angielska wersja powieści pt. The Death Ship, będąca pierwszą książką Travena wydaną po angielsku. Według autora nie było to jednak tłumaczenie, lecz oryginał powieści. W 1933 B. Traven wysłał do Knopfa rękopisy Statku śmierci oraz dwóch innych powieści − Skarbu Sierra Madre i Mostu w dżungli − z propozycją publikacji. Twierdził przy tym, że są to wersje oryginalne, że wszystkie powieści zostały najpierw napisane w języku angielskim i że opublikowane wcześniej wydania niemieckie są tylko ich tłumaczeniami. Twierdzenie to, jak wiele innych faktów dotyczących biografii B. Travena, którego narodowość do dzisiaj nie jest ostatecznie ustalona, jest z reguły podawane w wątpliwość, między innymi z powodu wielu germanizmów w angielskim wydaniu książki; germanizmem jest też sam tytuł powieści: „statek śmierci”, o którym mowa w książce, czyli stary, wysłużony już statek w złym stanie technicznym, to po angielsku nie death ship lecz coffin ship. Jest też faktem, że wydanie angielskie różni się treściowo od niemieckiego, jest od niego dłuższe, w obu wersjach są fragmenty, których nie ma w drugiej.
Nie jest również znany czas powstania rękopisu powieści. Według informacji Rosy Eleny Luján, wdowy po Halu Crovesie, którego większość badaczy utożsamia z Travenem, jej mąż napisał pierwszą wersję Statku śmierci na przełomie 1923 i 1924, podczas pobytu w londyńskim więzieniu, dokąd trafił jako obcokrajowiec niemający zezwolenia na pobyt, nie jest to jednak potwierdzone przez inne źródła.
Pierwsze wydanie powieści w języku polskim ukazało się w 1933 pt. Okręt śmierci i cieszyło się dużym powodzeniem, podobnie jak i inne książki pisarza. W 1958 książkę przetłumaczono ponownie pt. Statek śmierci. Obecnie powieść, jak i pozostała twórczość pisarza, jest w dużej mierze zapomniana.

## Treść

### Księga Pierwsza

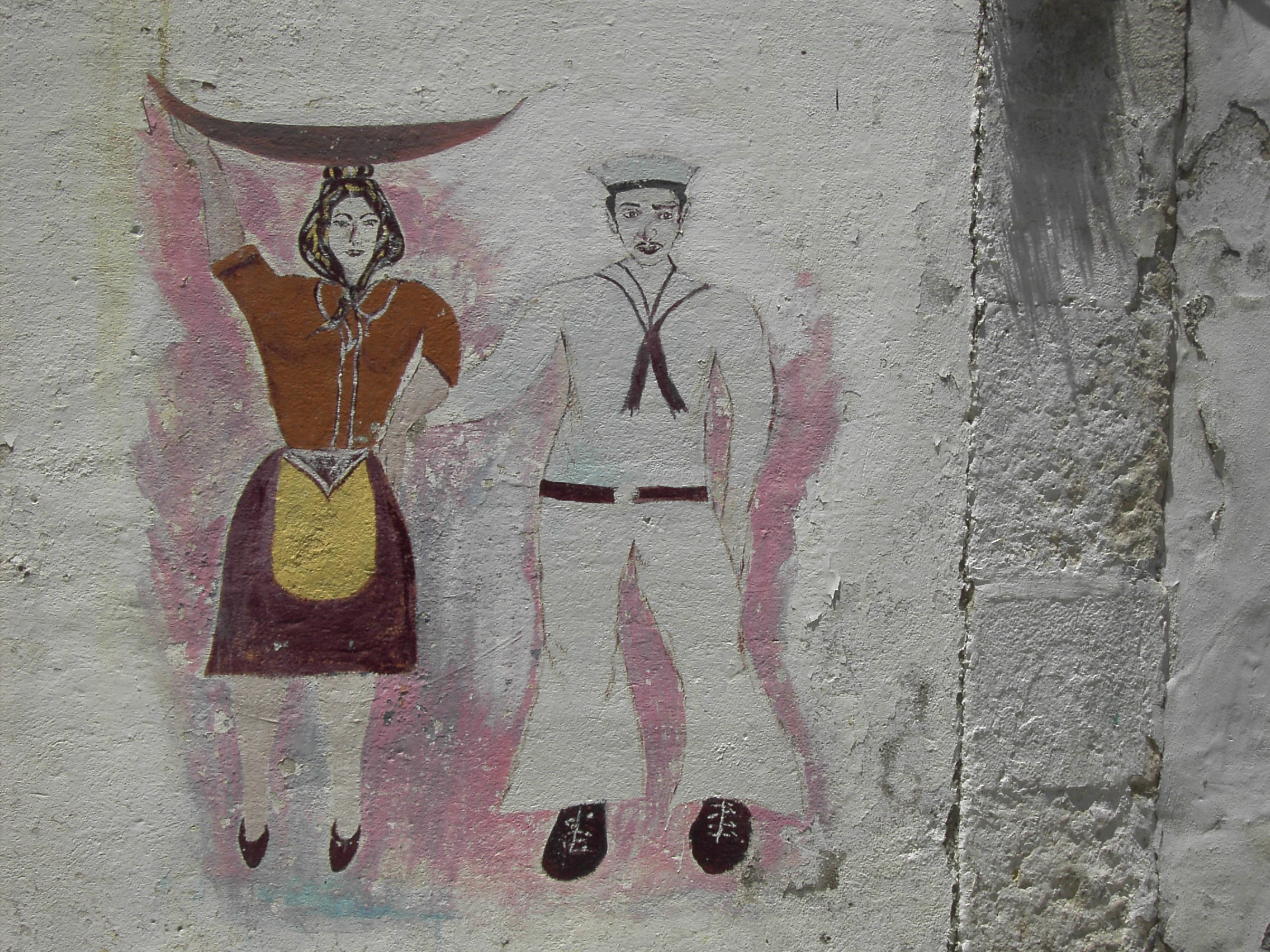
Marynarz i dziewczyna. Graffiti z dzielnicy Alfama w Lizbonie

Akcja Statku śmierci rozgrywa się w czasach współczesnych autorowi książki, to jest kilka lat po zakończeniu I wojny światowej. Głównym bohaterem i narratorem powieści jest amerykański marynarz Gale – nazwisko to pada tylko w jednej scenie w książce, jego imię nie jest wymienione ani razu. Pracuje on na statku handlowym SS „Tuscaloosa”, na którym przypłynął z ładunkiem bawełny Nowego Orleanu do Antwerpii. Ostatniego wieczoru przed ponownym wyjściem statku w morze wychodzi do miasta, aby się zabawić i, zatrzymany na noc przez prostytutkę, spóźnia się na statek, który odpływa bez niego. Gale pozostaje w Belgii bez pieniędzy i przede wszystkim bez dokumentów − jego książeczka żeglarska pozostała na statku. Zostaje zatrzymany w porcie przez policję belgijską, po czym po przesłuchaniu, w nocy, nielegalnie (przez „zieloną granicę”) deportowany do Holandii. W Rotterdamie prosi o pomoc amerykańskiego konsula, jednak bezskutecznie − ten żąda od niego najpierw dowodu posiadania amerykańskiego obywatelstwa, którego Gale nie potrafi przedstawić. Po kilku dniach Gale zostaje zatrzymany przez holenderską policję i w ten sam sposób, jak uczyniła to policja belgijska, w nocy wydalony do Belgii, tam jednak został natychmiast znowu zawrócony do Holandii. W Rotterdamie pomagają mu angielscy marynarze, którzy nielegalnie na pokładzie statku przewożą go do Boulogne we Francji, stamtąd pociągiem dociera do Paryża, gdzie zostaje skazany na dziesięć dni więzienia za jazdę bez biletu.
Po wyjściu z więzienia, ponownie zwraca się o pomoc i wystawienie nowego paszportu do amerykańskiego konsula, tym razem w Paryżu, znowu bez skutku, chociaż tuż przed swoją rozmową z konsulem jest świadkiem, jak duplikat zagubionego paszportu bez trudności otrzymuje żona bogatego nowojorskiego bankiera. Gale wyjeżdża więc pociągiem na południe Francji, w Tuluzie jednak znowu jest aresztowany za jazdę bez biletu. Przesłuchiwany, tym razem podaje się za Niemca, ponownie trafia do więzienia, po wyjściu wędruje dalej na południe, po drodze pracuje u francuskiego chłopa, który odmawia mu zapłaty. Wreszcie przy samej granicy przypadkiem trafia na teren francuskiej twierdzy. Zgodnie z prawem wojennym ma być rozstrzelany za wtargnięcie na teren wojskowy, udaje mu się jednak wprawić komendanta twierdzy w dobry humor i pod eskortą zostaje odprowadzony na granicę francusko-hiszpańską.
W Hiszpanii Gale nieoczekiwanie spotyka się z bardzo serdecznym przyjęciem − powodem jest fakt, że Francuzi przedstawiają go Hiszpanom jako Niemca, członka narodu, który podczas niedawno zakończonej wojny światowej walczył z Amerykanami, znienawidzonymi przez Hiszpanów z powodu wojny amerykańsko-hiszpańskiej i odebrania im Kuby w 1898. Widząc to, bohater powieści nie wyprowadza ich z błędu, lecz pozwala, aby mu we wszystkim dogadzali. Wreszcie zmęczony tą nadmierną gościnnością, przenosi się na południe Hiszpanii − do Sewilli i Kadyksu, odwiedza też Barcelonę i inne miasta, gdzie mimo braku pieniędzy pędzi beztroskie życie. Tym razem policja się nim nie interesuje, nikt też nie żąda od niego dokumentów.
Pewnego razu, kiedy Gale łowi ryby na nabrzeżu, przepływa koło niego statek o nazwie „Yorikke”. Jeden z członków załogi krzyczy do niego, pytając, czy nie szuka pracy. Chociaż widać, że statek jest bardzo zdezelowany, a załoga nosi obszarpane ubrania, Gale, kierując się marynarskim przesądem, który nie pozwala mu odpowiedzieć „nie”, odpowiada twierdząco. Na skutek tego, właściwie wbrew swojej woli, staje się członkiem załogi „Yorikke’a”.

### Księga Druga

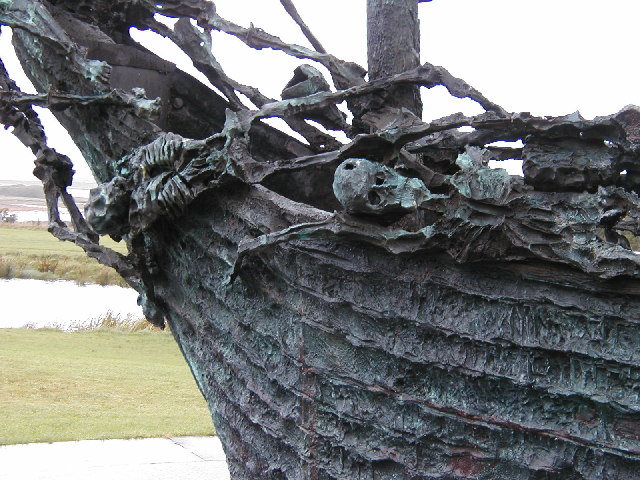
„Statek śmierci”. Pomnik upamiętniający emigrację „za chlebem” z Irlandii do Ameryki po wielkim głodzie w latach 1845–1849

Na pokładzie parowca „Yorikke” Gale w rozmowie z kapitanem znowu nie przyznaje się do swojej prawdziwej narodowości, lecz przedstawia się jako Helmont Rigbay, urodzony w Aleksandrii w Egipcie bezpaństwowiec. Jednocześnie podczas rozmowy okazuje się, że Gale padł ofiarą oszustwa. Nie będzie pracował na stanowisku palacza, jak był przekonany na nabrzeżu, rozmawiając z członkami załogi statku, lecz tylko pomocnika palacza, za bardzo niskie wynagrodzenie. Dowiaduje się też, że statek wcale nie płynie do Liverpoolu, jak mu powiedziano, lecz do północnej Afryki; schwytany jednak w pułapkę, nie ma już możliwości wycofania się.
Gale jest zmuszony do ciężkiej pracy w kotłowni parowca, która przypomina mu czeluści piekła. Przez całą zmianę musi ładować węgiel do pieców, umieszczać z powrotem ciężkie ruszty, które z nich wypadają, z powodu oszczędności armatora na kosztach załogi ma też jednak dużo innych obowiązków − musi wynosić popiół, szorować ustępy, przygotowywać posiłki dla innych członków załogi. Warunki życia i pracy na parowcu urągają przy tym wszelkim zasadom higieny i bezpieczeństwa, marynarze gnieżdżą się w ciasnych pomieszczeniach bez żadnej prywatności. Okazuje się, że większość członków załogi to ludzie tacy jak on − wywodzący się z wielu narodowości, pozbawieni dokumentów, przez co nie mogą znaleźć pracy na żadnym innym statku i stają się praktycznie niewolnikami kapitana, oficerów i armatora.
Jedynym przyjacielem Gale'a na statku staje się Polak „Stanislaw Koslowski”, pomocnik palacza na drugiej zmianie, któremu Gale przedstawia się jako Pippip. Podczas jednej z rozmów z Gale'em Stanisław opowiada mu historię swojego życia. Urodził się w Poznaniu, wychowywał się wśród rybaków w Danii, potem pod różnymi nazwiskami służył na statkach handlowych i okrętach wojennych pływającymi pod banderami Danii, Turcji i Niemiec, wziął też udział w bitwie jutlandzkiej w 1916. Kiedy zakończyła się wojna, chciał uregulować swoją sytuację prawną i uzyskać niemiecką książeczkę żeglarską, było to jednak niemożliwe. Okazało się, że Stanisław, służąc na duńskim statku, zaraz po wojnie nie zadeklarował wobec władz niemieckich, że chce zachować obywatelstwo niemieckie, oświadczenia takiego nie złożył również wobec władz polskich − został więc bezpaństwowcem, był zmuszony do pracy na „statkach śmierci” i w końcu trafił na „Yorikke’a”. Gale dowiaduje się też, że w podobnej sytuacji byli inni marynarze na pokładzie: jego poprzednik na stanowisku palacza, Paul z Miluzy w Alzacji, którego po zakończonej wojnie nie chcieli uznać za swojego obywatela ani Niemcy, ani Francuzi, i który z tego powodu musiał służyć w Legii Cudzoziemskiej, oraz Kurt z Kłajpedy, który z powodu pobytu w Australii również nie mógł w porę optować za obywatelstwem niemieckim. Obaj trafili w końcu na pokład „Yorikke’a”, gdzie Paul zmarł na skutek wyczerpania, a Kurt na skutek poparzeń przy naprawie urządzeń na statku.
Pracując w ciężkich warunkach, grożących w każdej chwili utratą zdrowia lub życia, Gale wkrótce odkrywa główną tajemnicę statku − „Yorikke” nie przewozi zwykłych ładunków, lecz zajmuje się przemytem broni. Z podpływających łodzi u brzegów Afryki Północnej na statek są ładowane skrzynie rzekomo z produktami spożywczymi, w rzeczywistości zawierające broń i amunicję przeznaczone na Bliski Wschód. Bohater odkrywa to przypadkiem, przeszukując zawartość skrzyń w poszukiwaniu żywności. Jest też świadkiem rewizji przeprowadzonej przez żołnierzy z hiszpańskiego okrętu wojennego, którzy jednak niczego nie wykrywają.
Po czterech miesiącach żeglugi statek Gale'a przybija do portu w Dakarze. Na nabrzeżu bohater powieści widzi niedawno wybudowany i na pozór nowoczesny statek „Empress of Madagascar”, który pod banderą angielską płynie z Afryki do Anglii. Gale, pragnąc wyrwać się wreszcie z „Yorikke’a”, pyta o wolne miejsce dla palacza, z powodu braku dokumentów jest jednak odprawiony z kwitkiem. Członkowie załogi innego statku, Duńczycy, radzą mu, aby trzymał się z dala od „Empress” i wyjaśniają mu jego tajemnicę. Po wybudowaniu „Empress of Madagascar” okazało się, że jest on zbyt wolny, dlatego armatorzy postanowili upozorować katastrofę morską i zatopić statek, aby otrzymać odszkodowanie z ubezpieczenia, na razie nie mają jednak palaczy, aby wyruszyć w morze. Duńczycy ostrzegają Gale'a, aby nie zbliżał się do statku.

### Księga Trzecia

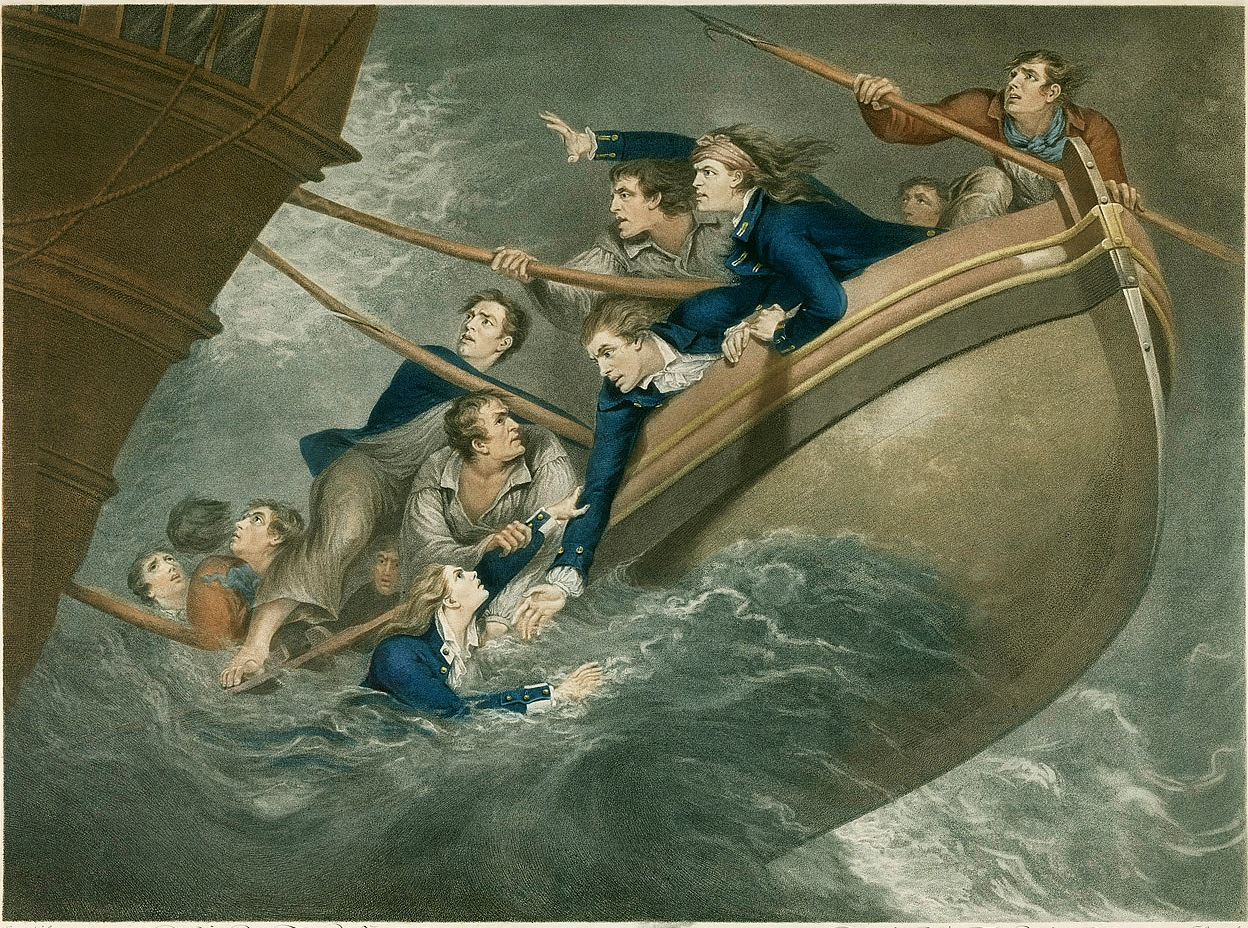
Załoga próbuje ratować się z rozbitego statku (grafika z XVIII w.)

Wracając wieczorem z duńskiego statku, Gale i Stanisław zostają nagle zaatakowani na nabrzeżu. Gale, ogłuszony ciosem w głowę, traci przytomność, a kiedy ją odzyskuje, okazuje się, że jest na pokładzie „Empress of Madagascar”. Odkrywa też, że na statek porwany został również jego przyjaciel Stanisław. Kapitan oskarża ich, że podstępem ukryli się na jego statku, aby potajemnie przedostać się do Anglii, „wielkodusznie” oferuje im jednak stanowisko palaczy, których akurat brakuje mu na statku. Traven opisał tu dość powszechną w XIX wieku praktykę porywania marynarzy do służby na statkach, w języku angielskim określaną mianem shanghaiing. Gale i Stanisław wiedzą już, jaki los ich czeka, domyślają się, że kapitan planuje zatopić statek, zaczynają jednak pracę w kotłowni.
Po dwóch dniach żeglugi na statku dochodzi do eksplozji i statek zaczyna tonąć. Stanisław, Gale i kilku innych członków załogi z kapitanem dostają się do dwóch łodzi ratunkowych i usiłują oddalić się od statku, jednak bezskutecznie. Pierwsza łódź z kapitanem zostaje zmiażdżona przez spadający element ze statku i zatopiona, druga, z Gale'em i Stanisławem, rozbija się o skałę. Przyjaciele, jedyni ocalali z załogi dwóch łodzi, wracają na wrak statku, osadzony na skałach i znajdują schronienie w dobrze zaopatrzonych w żywność pomieszczeniach części kapitańskiej. Po jednym dniu wytchnienia zrywa się jednak burza, która niszczy wrak statku, Gale i Stanisław chronią się w jego ocalałej części, cierpią z głodu i pragnienia, mają też halucynacje, wydaje im się, że widzą swój stary statek − „Yorikke’a”. Ogarnięty żądzą dostania się na jego pokład Stanisław wskakuje do oceanu i tonie, los Gale'a w powieści pozostaje niewyjaśniony. W końcowej scenie książki, będącej prawdopodobnie wizją Gale'a, rozgrywającą się w zaświatach, Stanisław, nie potrzebując już książeczki żeglarskiej ani żadnych innych dokumentów, znowu wyrusza w rejs. Na zaproszenie „Wielkiego Kapitana” wchodzi na pokład „wiernego i uczciwego statku”, na którym nad drzwiami widnieje napis: „Kto tu wchodzi, jest wolny od wszelkich męczarni!”

## Różne poziomy znaczeniaStatku śmierci

### Paralele literackie
Podtytuł powieści brzmi Historia amerykańskiego marynarza (Die Geschichte eines amerikanischen Seemanns), Statku śmierci nie można jednak rozpatrywać wyłącznie jako powieści przygodowej o tematyce morskiej. Niewiele z morzem wspólnego ma jej pierwsza część, w której bohater wędruje po Europie. Partie te można zaliczyć do gatunku powieści łotrzykowskiej, niedole Gale'a i jego walka o przetrwanie przypominają przygody np. Łazika z Tormesu, bohatera XVI-wiecznej hiszpańskiej powieści pikarejskiej. Z powieścią łotrzykowską Statek śmierci ma też inne wspólne elementy: technikę narracji, w której główny bohater sam opowiada o własnych przygodach w pierwszej osobie, i przede wszystkim humorystyczne i satyryczne przedstawienie wydarzeń, humor ten ma z reguły cechy sarkazmu i humor wisielczego.
Dopiero w drugiej części powieści akcja przenosi się na morze. W sensacyjnej akcji i budowaniu napięcia B. Traven nawiązuje do legend morskich i ich adaptacji literackich, np. Okrętu widmo Fredericka Marryata, opowiadającego historię Latającego Holendra. Już na samym początku swojego pobytu na pokładzie „Yorikke’a” bohater dowiaduje się np. o tajemniczym, zamkniętym na klucz pomieszczeniu, do którego nikt nie ma dostępu. Nawiązaniem literackim jest również sama nazwa statku, pochodząca od nazwiska błazna z Hamleta Williama Shakespeare’a.

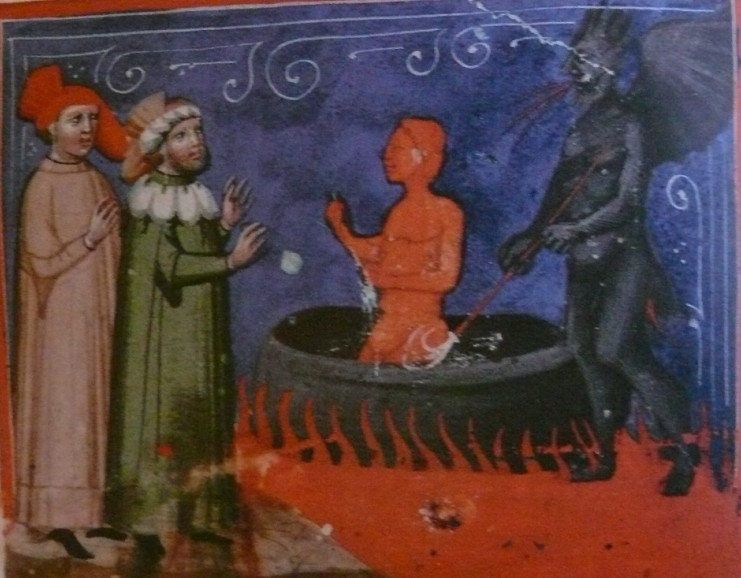
Średniowieczna ilustracja do Piekła Dantego

Najważniejszą paralelą literacką są jednak nawiązania do Boskiej komedii Dantego Alighieri. Nad wejściem do pomieszczeń załogi statku widnieje inskrypcja, która jest też mottem drugiej księgi powieści: „Kto wchodzi tu, / tego imię i istnienie jest wymazane. / Przemija, / nie zostanie z niego ani westchnienie”, co przypomina napis Lasciate ogni speranza, voi ch'intrate („porzućcie wszelką nadzieję, ci którzy tu wchodzicie”), widniejący nad bramą Piekła w poemacie Dantego. Piekło przypomina bohaterowi również jego miejsce pracy − kotłownia parowca, w której Gale szybko porzuca nadzieję na powrót do normalnego życia. Gale ma nawet przewodnika po tej krainie, którym jest jego przyjaciel Stanisław, odgrywający w powieści podobną rolę co Wergiliusz w poemacie Dantego. Literaturoznawca Thorsten Czechanowsky wskazuje jednak na istotną różnicę pomiędzy losami Gale'a a Dantego z poematu: w przeciwieństwie do Boskiej komedii, Gale'a po przejściu przez Piekło nie czeka wędrówka do Czyśćca i Raju − jedyna perspektywa, jaka przed nim stoi, to wieczne potępienie. W świetle ostatniej sceny książki teza ta jest jednak dyskusyjna. Ostatnie zdanie powieści brzmi: „Kto tu wchodzi, jest wolny od wszelkich męczarni!”, są to słowa widniejące nad drzwiami do pomieszczeń załogi w wizyjnej scenie rozgrywającej się w zaświatach, powtarzane przez Stanisława. Kontrastując z napisem znad wrót „piekła” Yorikke’a, znowu stanowią one nawiązanie do Boskiej komedii Dantego, tym razem do jego Raju. Zdanie to odnosi się wprawdzie do losów Stanisława, który dostępuje w ten sposób jakby „zbawienia”, nie Gale'a; sprawą zasadniczą jest poza tym rozstrzygnięcie, czy słów tych nie należy traktować na płaszczyźnie ironicznej.

### Krytyka społeczna wStatku śmierci
W Statku śmierci, jak i w innych dziełach B. Travena, jest widoczny bardzo krytyczny stosunek pisarza do otaczającej go rzeczywistości. Traven, który miał poglądy lewicowe, czy wręcz anarchistyczne, opisuje w powieści przede wszystkim bezwzględny wyzysk marynarzy pracujących w bardzo trudnych warunkach. Dążenie do zysku nie ma dla „kapitalistów”, reprezentowanych na morzu przez kapitana i armatorów, żadnych granic, w ostatnich partiach książki nie cofną się oni nawet przed umyślnym zatopieniem statku i poświęceniem życia załogi (sami w końcu przy tym też ginąc), aby uzyskać odszkodowanie.
W innym kierunku ostrze krytyki jest skierowane w pierwszej księdze powieści, będącej opisem wędrówki bohatera bez dokumentów po Europie. Statek śmierci jest prawdopodobnie pierwszym dziełem literackim zajmującym się problemem bezpaństwowości − zjawiska, które stało się poważnym problemem zwłaszcza po I wojnie światowej na skutek zmian terytorialnych, do których wówczas doszło w Europie. Gale, który utracił swoje dokumenty, znajduje się w sytuacji praktycznie bez wyjścia. Bezduszni konsulowie jego kraju w Rotterdamie i Paryżu odmawiają mu pomocy; szczególny kontrast widać przy tym w zachowaniu konsula amerykańskiego w Paryżu − tuż przed odprawieniem Gale'a przyjmuje z honorami żonę bankiera, której nie czyni żadnych trudności w wystawieniu duplikatu zagubionego paszportu. W pierwszej części książka jest oskarżeniem biurokracji doby powojennej, biurokracji bezdusznej, ale też uciekającej się do sprzecznych z prawem metod, np. w rozdziałach, w których Gale jest kilkakrotnie deportowany przez „zieloną granicę”, ponieważ policja nie chce sobie zaprzątać głowy prowadzeniem formalnego dochodzenia.

### Statek śmiercijako dzieło autobiograficzne?
Życie B. Travena, autora Statku śmierci, jest pełne zagadek. Pisarz do śmierci odmawiał podawania wszelkich informacji na temat swojej biografii, do dzisiaj utrzymują się różne domysły dotyczące jego tożsamości. Przez większość literaturoznawców Traven jest identyfikowany z Retem Marutem, niemieckim anarchistą, jednym z działaczy Bawarskiej Republiki Rad, który po jej upadku w 1919 ukrywał się w różnych miejscach w Europie, a na przełomie 1923/1924 przebywał w londyńskim więzieniu jako obcokrajowiec niemający pozwolenia na pobyt. Losy Maruta po zwolnieniu z więzienia nie są z całą pewnością ustalone, wiadomo jednak, że jego nazwisko widnieje na liście członków załogi norweskiego parowca „Hegre”, który wyruszył z Londynu na Wyspy Kanaryjskie 19 kwietnia 1924. Nazwisko to jest jednak przekreślone, nie wiadomo więc, czy Marut ostatecznie wziął udział w rejsie. Według Rosy Eleny Luján, wdowy po Halu Crovesie, jej mąż, wtedy występujący jeszcze pod nazwiskiem Ret Marut, później pracował jeszcze na innych statkach, również „statkach śmierci”, i wreszcie w 1924 przedostał się na jednym z nich do Meksyku, doświadczenia z tych podróży wykorzystał potem przy pisaniu powieści.
Marut, którego narodowość i miejsca urodzenia nie są ostatecznie znane, musiał ponadto długo borykać się z problemem bezpaństwowości. Podczas I wojny światowej utrzymywał, że jest Amerykaninem urodzonym w San Francisco, przesłuchiwany przez londyńską policję zeznał, że urodził się w Świebodzinie (wtedy należącym do Niemiec), potem powrócił do twierdzeń o swojej amerykańskości, jako miejsce urodzenia podając jednak Chicago. W Meksyku występował pod imieniem i nazwiskiem Travena Torsvana, Amerykanina pochodzenia skandynawskiego, pod nazwiskiem tym w 1951 uzyskał wreszcie obywatelstwo meksykańskie. Wreszcie od lat 50. Travena identyfikowano z Halem Crovesem, rzekomym agentem pisarza, który zmarł w 1969. Człowiekiem o wielu nazwiskach i twarzach jest również sam Gale – bohater Statku śmierci. Jego prawdziwe nazwisko pada tylko w scenie rozmowy z amerykańskim konsulem w Paryżu. Zatrudniając się na pokładzie „Yorikke’a”, Gale przedstawia się jako Helmont Rigbay, urodzony w Aleksandrii w Egipcie bezpaństwowiec. Stanisławowi przedstawia się jednak jako Pippip, przyjaciel tak go też nazywa do końca powieści, a palaczowi, swojemu przełożonemu, mówi, że jego imię brzmi Pippig i że jest Abisyńczykiem. Postępowanie takie bardzo przypomina zachowanie samego Travena.

## Recepcja powieści
Statek śmierci był pierwszą powieścią B. Travena, którą pisarz odniósł sukces. Powodzenie to było jednak dwuznaczne, Travena postrzegano jako autora literatury sensacyjnej i przygodowej, z reguły nie dostrzegano głębszych warstw znaczeniowych w jego powieściach, a jeśli je dostrzegano, oskarżano pisarza o sympatie bolszewickie. Książka została przetłumaczona na wiele języków, w tym polski. Pierwsze polskie wydanie ukazało się w 1933 pt. Okręt śmierci; po wojnie, w 1958, książkę wznowiono w nowym przekładzie jako Statek śmierci. W przeciwieństwie do innych krajów, od końca lat 50. książki Travena w Polsce praktycznie nie były już wznawiane i twórczość pisarza popadła w zapomnienie.
W 1959, na fali ponownego wzrostu zainteresowania Travenem, jaka miała wtedy miejsce w Europie, Statek śmierci został zekranizowany jako koprodukcja niemiecko-meksykańska pod zachowanym oryginalnym tytułem Das Totenschiff. Reżyserem był Georg Tressler, autorem scenariusza Hans Jacoby, rolę Gale'a w filmie zagrał Horst Buchholz. W premierze filmu w Hamburgu wziął też udział prawdopodobnie sam autor − Hal Croves z Meksyku, podający się za przedstawiciela Travena, w rzeczywistości przypuszczalnie sam pisarz. Ekranizacja Statku śmierci jest jednak przykładem kina rozrywkowego; twórcy filmu skoncentrowali się na wątkach sensacyjnych powieści, pomijając jej głębsze przesłanie.